# Troița (okręg Marusza)
Troița (węg. Szentháromság) – wieś w Rumunii, w okręgu Marusza, w gminie Gălești. W 2011 roku liczyła 811 mieszkańców.